# Jacques Miller
Jacques Francis Albert Pierre Miller (Nice, 2 de abril de 1931) é um médico francês.
Reconhecido por ter descoberto a função do timo e pela identificação, em espécies de mamíferos, de dois subconjuntos principais de linfócitos (células T e células B) e sua função.
Passou a infância na França, Suíça e China, principalmente em Xangai. Após a eclosão da II Guerra Mundial e no Japão é de entrada "para a guerra, sua família se mudou em 1941 para Sydney , Austrália , e mudou seu sobrenome para "Miller". Ele foi educado na Aloysius 'College St em Sydney. 
Na sequência de uma brilhante carreira de graduação em medicina na Universidade de Sydney, Miller começou no início dos anos 1960 seus estudos de doutoramento no Instituto de Pesquisas Chester Beatty, em South Kensington, em Londres, onde investigou a patogênese da lymphocytic leucemia em ratos e do papel do timo em que a doença. Isso foi numa altura em que o timo se acreditava ser um órgão vestigial sem função. Miller descobriu que o timo é vital para o desenvolvimento e função do sistema imune adaptativo, mostrando que os animais experimentais sem timo ao nascer não foram capazes de rejeitar tecidos estrangeiros e resistindo a muitas infecções. 
Em 1966, Miller voltou a Austrália para se tornar um líder de grupo de pesquisa no Walter and Eliza Hall Institue of Medical Research (WEHI) em Melbourne, a convite do seu novo diretor Sir Gustav Nossal , o sucessor de Sir Macfarlane Burnet. Lá, ele descobriu que mamíferos linfócitos podem ser divididos em células T e células B, e que estes interagem para permitir a normal de anticorpos de produção ( células T de ajuda ). Seu trabalho também mostrou que o timo produz as células T, que remove autoreação de células T (células T tolerância central) e vários outros resultados marco na imunologia. Estes são considerados cruciais para a compreensão de doenças como câncer, auto-imunidade e AIDS, bem como processos como a rejeição do transplante, alergia e imunidade antiviral. Miller está semi-aposentado desde 1996 e ainda trabalha vários dias por semana no WEHI. 
Ele é um companheiro da Ordem da Austrália (AC).